# Symphonie no 7 de Chostakovitch
Léningrad
Pour les articles homonymes, voir Symphonie no 7.
La Symphonie no 7 en ut majeur, op. 60, dite Léningrad (en russe : Симфония № 7 «Ленинградская» до мажор соч. 60) est une symphonie composée par Dmitri Chostakovitch.
La composition de la Symphonie no 7 a été achevée par l'auteur en décembre 1941, alors qu'il était évacué à Kouïbychev. La création a eu lieu pendant la Seconde Guerre mondiale, le 5 mars 1942 au théâtre d'opéra et de ballet de Kouïbychev par l'orchestre du Bolchoï de Moscou sous la direction de Samuel Samossoud. La symphonie est dédiée à la ville de Léningrad.
Fait rare pour une symphonie de Chostakovitch, l'œuvre est rapidement devenue populaire dans le monde soviétique comme à l'Ouest. Ceci s'explique par l'objet même de la symphonie, qui exalte la résistance contre l'envahisseur allemand. Moins universelle après la guerre, la symphonie a plus récemment été analysée comme une œuvre antistalinienne. L'intention de Chostakovitch reste cependant floue, puisqu'elle dépend particulièrement de la date de début de composition de la symphonie, mal connue. C'est une symphonie très harmonieuse et très poétique, à la fois pleine d'espoir et pleine d'émotions.

## Structure
La symphonie, la plus longue du compositeur, est composée de quatre mouvements :
1. Allegretto
2. Moderato (poco allegretto)
3. Adagio
4. Allegro non troppo

## Fiche technique
- Titre : Symphonie no 7 en ut majeur, op. 60
  - Sous-titre : Léningrad
- Composition : 1941
- Création : 5 mars 1942 par l'Orchestre du Théâtre Bolchoï de Moscou sous la direction de Samouil Samossoud
- Durée : 75 minutes

### Orchestration
La symphonie est composée pour 3 flûtes (dont deux doublent à la manière d'un piccolo et d'une flûte alto), 2 hautbois, un cor anglais, 2 clarinettes, une petite clarinette, une clarinette basse, 2 bassons, un contrebasson, 8 cors, 6 trompettes, 6 trombones, un tuba, percussions (timbales, triangle, caisse claire,tambour de basque, grosse caisse, cymbales, wood-blocks, tam-tam, xylophone), 2 harpes, piano et cordes (la partition prescrit un minimum de 16 premiers violons, 14 seconds violons, 12 altos, 10 violoncelles et 8 contrebasses).

## Histoire

### Circonstances de composition
On sait que la symphonie fut terminée le 27 décembre 1941. Des incertitudes demeurent cependant sur l'époque où Chostakovitch a commencé à travailler sur la partition, à Léningrad. Officiellement, la symphonie aurait été composée en réaction à l'invasion allemande, mais certains (comme Rostislav Dubinsky) pensent que le premier mouvement aurait déjà été terminé un an plus tôt.

« J'ai terminé il y a une heure la partition de deux mouvements d'une grande composition symphonique. Si je parviens à l'achever, si je parviens à terminer le troisième et le quatrième mouvement, alors peut-être je pourrais l'appeler ma septième symphonie. Pourquoi vous dis-je tout cela ? Pour que les auditeurs qui m'écoutent en ce moment sachent que la vie dans notre ville se poursuit normalement. »

Le troisième mouvement fut terminé le 29 septembre avant que Chostakovitch et sa famille ne soient évacués vers Moscou, le 1er octobre 1941, au plus fort des combats. Ils se retirèrent ensuite à Kouïbychev (aujourd'hui Samara) le 22 octobre, où Chostakovitch achève la partition en deux mois.

### Création
La création de l'œuvre est assurée à Kouïbychev, le 5 mars 1942, par l'Orchestre du Théâtre Bolchoï dirigé par Samuel Samossoud. Le concert est retransmis dans toute l'Union soviétique et, plus tard, en Occident. La création moscovite a lieu le 29 mars 1942 dans la salle aux colonnes du Palais des Unions. Pour l'occasion, l'Orchestre du Bolchoï est renforcé par l'Orchestre symphonique de la Radio de Moscou.
La partition est ensuite transmise sur microfilms à l'Ouest, en camion via Téhéran, en voiture vers Le Caire, puis en bateau. Parvenue en avril 1942, l'œuvre est créée en Europe, d'abord pour la radio par Henry Wood et l'Orchestre philharmonique de Londres, à Londres, le 22 juin 1942, puis en concert lors des Proms, au Royal Albert Hall. La première américaine a lieu le 19 juin 1942 à New York. La création américaine provoqua un véritable bras de fer entre de nombreux chefs d'orchestre, en premier lieu Artur Rodzinski, Leopold Stokowski et Arturo Toscanini. Ce dernier, anti-fasciste convaincu, remporta la palme, mais frôla une brouille avec Stokowski. Le lendemain, le « pompier » volontaire Chostakovitch fait la une du Time portant un casque de sapeur. Cette photographie fut utilisée à des fins de propagande, Chostakovitch n'ayant endossé la tenue de pompier que tout au plus dix minutes pour les besoins de la photo.
L'Orchestre philharmonique de Léningrad, réfugié à Novossibirsk, y exécute l'œuvre le 9 juillet 1942 en présence de Chostakovitch (également venu assister aux répétitions), puis de nouveau les 11, 12 et 15 juillet. À Léningrad, ville à laquelle la symphonie est dédiée, la création a lieu le 9 août 1942, alors que le siège dure toujours, par l'Orchestre symphonique de la radio de Léningrad (seul orchestre à être resté dans la ville pendant les hostilités), sous la direction de Carl Eliasberg. Pour cela, la partition est introduite de nuit au mois de mars, puis une équipe de copistes fabrique le matériel d'orchestre avant que les répétitions ne puissent commencer. Les membres de l'orchestre bénéficient de rations alimentaires supplémentaires, tandis que des musiciens surnuméraires sont recrutés parmi les soldats pour pallier l'absence des artistes, évacués ou morts.[réf. souhaitée] Pendant le concert, la musique de Chostakovitch, conçue comme une arme psychologique, est retransmise par haut-parleurs dans toute la ville pour être entendue de la population et des troupes ennemies. L'artillerie allemande tenta d’en perturber l’exécution, mais fut réduite au silence par des tirs de contre-batterie soviétiques, à la joie des Léningradois.
Quelque temps plus tard, le compositeur exprime ses remerciements pour l'intérêt témoigné à sa symphonie :

« Dans notre pays, la symphonie a été jouée dans de nombreuses villes. Dans ma ville natale de Léningrad, c'est Karl Eliasberg qui l'a dirigée. Les Moscovites l'ont entendue plusieurs fois sous la direction de Samouil Samossoud. À Frounzé et Alma-Ata, la symphonie a été interprétée par l'Orchestre symphonique d'État sous la direction de Natan Rakhline. Je suis profondément reconnaissant aux chefs d'orchestre soviétiques et internationaux pour l'amour et l'attention qu'ils ont montrés pour ma symphonie. Mais son interprétation par la Philharmonie de Léningrad dirigée par Ievgueni Mravinski a traduit le mieux mes idées d'auteur. »

### Accueil public et critique
Pendant la guerre, l'œuvre demeure très populaire en URSS comme chez les Alliés occidentaux, en tant que symbole de la résistance russe face à l'envahisseur nazi. Le compositeur lui-même a écrit dans ses Mémoires : « Je ne pouvais pas ne pas la composer, c’était la guerre. Je devais être solidaire du peuple, je voulais créer l’image de notre pays dans le combat et la perpétuer en musique ». Elle est jouée 62 fois sur le continent américain pendant la saison 1942-1943 (États-Unis, Canada, Mexique, Argentine, Uruguay, Pérou). Certains critiques semblent toutefois désarçonnés par l'apparente brutalité de la musique. Virgil Thomson écrit ainsi que « cela semble écrit pour des esprits lents, pas très musiciens et peu attentifs. »
Après le conflit, la vision de cette symphonie comme une œuvre de propagande soviétique outrancière a dominé à l'Ouest. Ce n'est que récemment que la Symphonie Léningrad, comme d'ailleurs le reste de l'œuvre de Chostakovitch, a retrouvé une certaine popularité, et a été décrite comme une condamnation du totalitarisme, qu'il soit nazi ou communiste, ce que Chostakovitch confirme par ses propos : « Je ne suis pas opposé à ce [qu’on l’appelle] Leningrad. Mais il n’y est pas question du siège de Leningrad. Il y est question du Leningrad que Staline a détruit. Et Hitler n’a plus eu qu’à l’achever. »
Notons qu'en URSS, la Symphonie no 7 fut l'une des rares œuvres de Chostakovitch apparemment appréciées du pouvoir. Le compositeur reçut un Prix Staline pour elle, en 1942.

## Analyse

### Allegretto
La symphonie est surtout connue pour le thème dit « de l'invasion » (sous-titre n'étant cependant pas de Chostakovitch), de ce premier mouvement, une marche désinvolte de 18 mesures, accompagnée par un rythme répété à la caisse claire, est répété douze fois, de plus en plus fort, avec une exploitation de l'orchestre similaire à celle de Maurice Ravel dans le Boléro. Le thème de cette marche est adapté d'un motif enjoué de l’opérette La Veuve joyeuse du compositeur autrichien Franz Lehar. La marche dure environ onze minutes, et est traditionnellement analysée comme une représentation de l'envahisseur. Plus récemment, certains chercheurs ont décrit la marche comme un symbole de la destruction interne de l'URSS, en notant que le thème est formé de fragments de thèmes populaires russes. Volkov avance que le début timide de la marche indique un changement insidieux autant que la violence de l'invasion nazie. Flora Litvinova, amie du compositeur, a également déclaré l'avoir entendu dire que son travail ne portait « pas seulement sur le fascisme, mais aussi sur notre système ». La marche s'achève brutalement, balayée par un adagio de basson à l'ambiance funèbre. Cette musique est très puissante.

### Moderato (poco allegretto)
Le deuxième mouvement est un scherzo au caractère espiègle ou apeuré.

### Adagio
Le troisième mouvement est un adagio douloureux dominé par un registre bas et des harmonies en quartes et en quintes, poussé à son paroxysme dans des cantilènes de cordes.

### Allegro non troppo
Le finale, un mouvement triomphant interrompu par des passages sinistres, peut être interprété comme offrant un regard chargé d'ironie sur l'optimisme belliqueux censé présider à la pièce.

## Points de vue divergents
Le chef d'orchestre hongrois Antal Doráti qui avait été l'élève de Béla Bartók en composition à Budapest, rapporte une conversation qu'il eut avec lui, lors d'une visite à New York, à propos du quatrième mouvement du Concerto pour orchestre que Bartók avait composé en 1943 :
« Après m'avoir fait promettre de n'en rien dire à personne tant qu'il était en vie... il me confia qu'il avait caricaturé un morceau de la Septième Symphonie « Léningrad » de Chostakovitch, qui a bénéficié d'une grande popularité en Amérique, et, de l'avis de Bartók, plus que ce qu'elle ne méritait ». « – Alors [ajouta Bartók], je donnais libre cours à ma colère », dit-il.
Sur cet épisode, il existe un autre éclairage, venant cette fois du fils de Bartók. Selon lui, Béla Bartók rendit hommage à la Symphonie Léningrad en citant le thème de la marche dans le quatrième mouvement dans son Concerto pour orchestre. Un clin d'œil souvent interprété de façon erronée (« mauvais goût » supposé de Chostakovitch), en réalité lié à la fois à la foudroyante célébrité mondiale de la symphonie de Chostakovitch, dont Bartók estimait l'œuvre, et à l'opposition des deux hommes à l'Allemagne nazie (voir les propos de Peter Bartók dans son livre Mon père).

## Utilisation au cinéma
Le thème principal du premier mouvement est utilisée dans le film Un cerveau d'un milliard de dollars (1967) de Ken Russell. L'introduction du premier mouvement et le thème de l'invasion sont repris tous deux dans un épisode de l'anime japonais La Mélancolie de Haruhi Suzumiya (2006).

## Discographie sélective
| Direction              | Orchestre                                                                      | Année | Label      | Note |
| ---------------------- | ------------------------------------------------------------------------------ | ----- | ---------- | ---- |
| Arturo Toscanini       | Orchestre symphonique de la NBC                                                | 1942  | RCA        |      |
| Ievgueni Mravinski     | Orchestre philharmonique de Léningrad                                          | 1953  | Melodiya   |      |
| Karel Ančerl           | Orchestre philharmonique tchèque                                               | 1957  | Supraphon  |      |
| Leonard Bernstein      | New York Philharmonic                                                          | 1962  | Sony       |      |
| Ievgueni Svetlanov     | Orchestre symphonique d'URSS                                                   | 1968  | Scribendum |      |
| Kirill Kondrachine     | Orchestre philharmonique de Moscou                                             | 1975  | Melodiya   |      |
| Bernard Haitink        | Orchestre philharmonique de Londres                                            | 1979  | Decca      |      |
| Guennadi Rojdestvenski | Orchestre symphonique du ministère de la culture d'URSS                        | 1984  | Melodiya   |      |
| Valery Gergiev         | Orchestre philharmonique de Rotterdam et Orchestre du Théâtre Mariinsky réunis | 2003  | Decca      |      |
| Vasily Petrenko        | Orchestre philharmonique royal de Liverpool                                    | 2012  | Naxos      |      |

### Littérature
- Sarah Quigley, La Symphonie de Leningrad, roman, traduction de The conductor par Sylvie Cohen, Mercure de France, 2013
- Borris (dessin) et Céka (scénario), Lutte majeure, Casterman, 2010  (ISBN 978-2-203-00942-4)

### Radio
- Daniel Mermet et Zoé Varier, Leningrad, l'orchestre sous les bombes, Là-bas si j'y suis, France Inter, 1994 « Léningrad, l'orchestre sous les bombes », sur Là-bas si j'y suis (consulté le 6 février 2019).